# Ruta Provincial 2 (Chubut)
La Ruta Provincial 2 es una carretera parcialmente pavimentada de 141 km ubicada al noreste de la provincia de Chubut en Argentina, cerca del límite con la Provincia de Río Negro. Une la Ruta Nacional 3 en el km 1379 con la localidad de Punta Delgada. Se desarrolla dentro del Departamento Biedma. Parte del mismo se encuentra en el Istmo Carlos Ameghino y la Península Valdés.

## Historia
El 3 de septiembre de 1935 la flamante Dirección Nacional de Vialidad presentó su primer esquema de numeración de rutas nacionales. En este plan la Ruta Nacional 256 (aún no construida) tenía una traza parecida a la Ruta Provincial 2 actual, excepto que la carretera habría terminado en Caleta Valdés en vez de Punta Delgada. Con el cambio parcial de rutas nacionales en 1943, la Ruta 256 se modificó a la traza actual.
En 1958 se creó la Administración de Vialidad de la Provincia del Chubut y entre esta dependencia y su par nacional determinaron los caminos que debían pasar al organismo provincial ya que hasta ese momento todas las rutas tenían jurisdicción nacional. Entre los caminos que pasaron a la provincia se encontraba esta Ruta 256. Este camino cambió su denominación a Ruta Provincial 2.
En 1979 esta dependencia provincial pavimentó el tramo de 76 km entre la Ruta Nacional 3 y el acceso a Puerto Pirámides.

## Turismo
La mayor parte de la carretera se encuentra dentro del Área Natural Protegida Península Valdés, una reserva provincial de gran riqueza faunística. La Península Valdés fue declarada Patrimonio de la Humanidad por la Unesco en 1999. Tanto la entrada a dicha área que se encuentra en el paraje El Desempeño como el centro de visitantes en el Istmo Carlos Ameghino se encuentran en esta carretera.